# Tema de Game of Thrones
"Tema de Game of Thrones", também conhecida como "Game of Thrones Main Title Theme", é a música-tema da série de televisão Game of Thrones. Toca durante a abertura da série e foi composta por Ramin Djawadi em 2011, após o criador da série David Benioff e D. B. Weiss pedirem a Djawadi a composição de uma música-tema. Os produtores solicitaram a Djawadi que evitassem o uso do violino e da flauta por estes estarem sendo usados em excesso em temas de fantasia. Djawadi usou o violoncelo como instrumento principal. A música começa em uma tecla secundária e alterna entre as teclas principais e secundárias correspondentes repetidamente. Djawadi recebeu uma renderização preliminar da sequência do título antes de compor a música para acompanhá-la. Vários artistas fizeram cover ou parodiou a música, às vezes adicionando letras ao trabalho originalmente instrumental.

## Composição

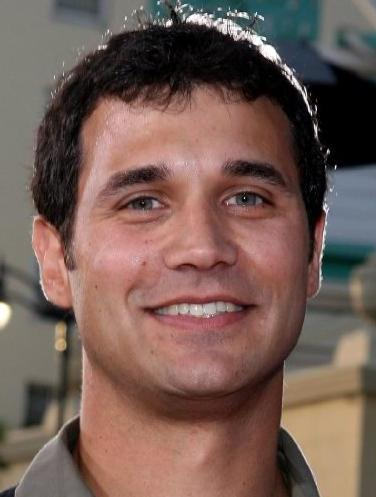
Ramin Djawadi é o compositor da trilha sonora de Game of Thrones

Ramin Djawadi começou a compor a música depois de ter assistido aos dois primeiros episódios da série que os showrunners David Benioff e D. B. Weiss lhe enviaram, e discutiu os conceitos da série com eles. De acordo com Djawadi, os criadores da série queriam que o tema de abertura fosse sobre uma jornada, já que há muitos locais, personagens e envolvem muitas viagens. Djawadi recebeu uma abertura preliminar animada de Game of Thrones no qual os artistas de efeitos visuais ainda estavam trabalhando, se inspirando para compor a obra. Ele disse que começou a cantarolar o que se tornaria a música-tema no carro depois de ver os visuais da sequência do título, e concebeu a ideia do tema no caminho de volta ao seu estúdio. A música-tema final foi apresentada ao produtor três dias depois.
Djawadi disse que pretendia capturar a impressão geral da série com a música tema. O violoncelo é apresentado fortemente porque Benioff e Weiss queriam evitar as flautas ou vocais solo, usadas em muitas outras produções no gênero de fantasia, a fim de dar a série um som distinto, e Djawadi escolheu o violoncelo como o principal instrumento para a música por achour que tinha um "som mais sombrio" que combinava com o show.
Djawadi começou com um riff e construiu o tema do título em torno do riff. A melodia começa com o riff tocado em strings em uma tecla menor, depois é alterado para uma tecla principal após 2 compassos e volta para menor de novo. Djawadi disse que queria refletir a "traição e conspiração" e a imprevisibilidade da série: "... Eu pensei que seria legal fazer o mesmo tipo de música. Então, mesmo que a maior parte da peça seja secundária, há uma pequena dica de importância, onde ela muda um pouco e depois muda novamente." A melodia principal é então introduzida com o violoncelo, unida depois por um violino solo que pode sugerir uma interação entre diferentes personagens. A melodia é então repetida com toda a orquestra. A próxima seção introduz uma mudança na melodia, descrita por Djawadi como dando "um senso de aventura", e continua com uma repetição que envolve um coro de vinte vozes femininas - gravadas em Praga, como as partes instrumentais. O tema do título termina com uma combinação de dulcimer e kantele, produzindo uma "qualidade cintilante" em seu som que Djawadi achava que daria uma sensação de mistério e antecipação para o episódio.
A música-tema é reprisada como um tema global nas trilhas sonoras da série. Pode ser tocada ocasionalmente por si só em fragmentos, às vezes como parte do tema de personagens individuais ou em combinação com outras partes da música, e também pode ser tocado em grande parte durante cenas particularmente importantes.

## Covers e paródias
O tema principal de Game of Thrones inspirou muitas homenagens e versões cover, incluindo uma versão da banda de electropop Chvrches. As letras foram adicionadas pela primeira vez em 2014, quando "Weird Al" Yankovic tocou uma versão parodiada durante o 66º Primetime Emmy Awards. Em março de 2015, o FORTE acrescentou letras baseadas no texto Alto Valirianos para uma apresentação de ópera e vídeo musical. Algumas dos covers e paródia mencionadas pela mídias são:
- Uma versão de violino de Jason Yang,[11]
- Uma versão em metal de Roger Lima,[12]
- Uma versão de dueto de harpa elétrica de "Harp Twins", Camille e Kennerly Kitt,[13]
- Um remix de 8 bits "bleeping" no estilo da música dos primeiros videogames,[14]
- Uma execução no ruído das unidades de disquete,[15]
- Um dueto de violino e voz de Lindsey Stirling e Peter Hollens,[16]
- Uma versão de violoncelo por Break of Reality,[17]
- Uma versão de violoncelo de 2Cellos[18]
- Uma versão de violino de Ben Shapiro[19]
- Uma interpretação ska pela Pannonia Allstars Ska Orchestra,[20]
- Uma versão de música de câmara por Aston,[21]
- Um Rendition Piano Ragtime por Jonny May,[22]
- Uma paródia coral usada em dois episódios de South Park, com letras exclusivamente sobre "wieners",[23]
- Uma elaborada paródia da abertura no início de um episódio de Os Simpsons.[23]
- Uma versão vocal executada pelo músico e cantor francês Luc Arbogast.[24] A canção atingiu o número 125 na parada de vendas de singles franceses em 2014.[25]
- Uma paródia por "Weird Al" Yankovic no Emmy Awards de 2014,[26]
- Uma versão de orquestra apresentada na Illich Steel e Iron Works pela orquestra de Mariupol "Renaissance",[27]
- Um remix de Armin van Buuren, KSHMR e The Golden Army.[28]
- Uma versão cover de bluegrass executada pela banda Flat Lonesome, do Tennessee, para a estação de rádio SirusXM.[29]
- Um cover de "Khumariyaan", uma banda paquistanesa.

## Créditos
- Ramin Djawadi - compositor, artista principal, produtor
- David Benioff - encarte de álbum
- D.B. Weiss - encarte de álbum